# Ilmārs Bricis
Ilmārs Bricis (ur. 9 lipca 1970 w Rydze) – łotewski biathlonista, dwukrotny medalista mistrzostw świata i wielokrotny medalista mistrzostw Europy.

## Kariera
W Pucharze Świata zadebiutował 12 lutego 1992 roku w Albertville, kiedy zajął 39. miejsce w sprincie. Pierwsze punkty zdobył 9 lutego 1996 roku w Ruhpolding, zajmując 13. miejsce w tej konkurencji. Na podium zawodów tego cyklu pierwszy raz stanął 7 marca 1998 roku w Pokljuce, kończąc rywalizację w sprincie na trzeciej pozycji. W zawodach tych wyprzedzili go jedynie Rosjanin Władimir Draczow i Niemiec Sven Fischer. W kolejnych startach jeszcze sześć razy stawał na podium, jednak nie odniósł zwycięstwa: trzykrotnie był drugi i trzykrotnie trzeci. Ostatni raz na podium zawodów pucharowych stanął 23 marca 2006 roku w Oslo, gdzie był drugi w sprincie. Najlepsze wyniki osiągnął w sezonie 1997/1998, kiedy zajął 11. miejsce w klasyfikacji generalnej.
Na mistrzostwach świata w Pokljuce w 2001 roku wywalczył brązowy medal w biegu indywidualnym. Był to pierwszy w historii medal zawodów tego cyklu dla Łotwy. Uległ tam jedynie Finowi Paavo Puurunenowi i Wadimowi Saszurinowi z Białorusi. Na rozgrywanych cztery lata później mistrzostwach świata w Hochfilzen wywalczył także brązowy medal w sprincie, plasując się za Ole Einarem Bjørndalenem z Norwegii i Svenem Fischerem. Był też między innymi czwarty w biegu masowym na mistrzostwach świata w Chanty-Mansyjsku w 2003 roku, przegrywając walkę o podium z Francuzem Raphaëlem Poirée o 5,8 sekundy.
W 1992 roku wystartował na igrzyskach olimpijskich w Albertville, gdzie zajął 61. miejsce w biegu indywidualnym, 39. w sprincie i 16. w sztafecie. Jeszcze pięciokrotnie startował na imprezach tego cyklu, najwyższą lokatę osiągając podczas igrzysk olimpijskich w Turynie w 2006 roku. Ukończył tam rywalizację w biegu pościgowym na czwartej pozycji, tracąc do brązowego medalisty - Svena Fischera - 11,1 sekundy. Był też między innymi piąty w biegu indywidualnym i szósty w sztafecie na rozgrywanych osiem lat wcześniej igrzyskach olimpijskich w Nagano.
Siedmiokrotnie zdobywał medale mistrzostw Europy, pięć brązowych i dwa srebrne. Drugi był w biegu pościgowym podczas Mistrzostw Europy w Mińsku (1998) i Mistrzostw Europy w Bansku (2007).
Żonaty z Anželą Brice, ma córkę Anetę.
Po sezonie 2010/2011 ogłosił zakończenie kariery, jednak w kolejnym sezonie zanotował kilka występów, a w 2016 powrócił na biathlonowe trasy.

## Osiągnięcia

### Igrzyska olimpijskie
| Rok  | Miejscowość    | Konkurencje | Konkurencje | Konkurencje | Konkurencje | Konkurencje | Konkurencje | Konkurencje |
| Rok  | Miejscowość    | IN          | SP          | PU          | MS          | RL          | MR          | SR          |
| ---- | -------------- | ----------- | ----------- | ----------- | ----------- | ----------- | ----------- | ----------- |
| 1992 | Albertville    | 61.         | 39.         | nd.         | nd.         | 16.         | nd.         | –           |
| 1994 | Lillehammer    | –           | 41.         | nd.         | nd.         | 16.         | nd.         | –           |
| 1998 | Nagano         | 5.          | 32.         | nd.         | nd.         | 6.          | nd.         | –           |
| 2002 | Salt Lake City | 39.         | 40.         | 51.         | nd.         | 17.         | nd.         | –           |
| 2006 | Turyn          | 19.         | 12.         | 4.          | 28.         | 16.         | nd.         | –           |
| 2010 | Vancouver      | 74.         | 14.         | 32.         | –           | 19.         | nd.         | –           |

### Mistrzostwa świata
| Rok  | Miejscowość         | Konkurencje | Konkurencje | Konkurencje | Konkurencje | Konkurencje | Konkurencje | Konkurencje |
| Rok  | Miejscowość         | IN          | SP          | PU          | MS          | RL          | MR          | SR          |
| ---- | ------------------- | ----------- | ----------- | ----------- | ----------- | ----------- | ----------- | ----------- |
| 1993 | Borowec             | –           | 79.         | nd.         | nd.         | –           | nd.         | –           |
| 1995 | Anterselva          | 69.         | 35.         | nd.         | nd.         | 12.         | nd.         | –           |
| 1996 | Ruhpolding          | 30.         | 13.         | nd.         | nd.         | 11.         | nd.         | –           |
| 1997 | Osrblie             | 16.         | 23.         | 18.         | nd.         | 12.         | nd.         | –           |
| 1998 | Pokljuka/Hochfilzen | nd.         | nd.         | 9.          | nd.         | nd.         | nd.         | –           |
| 1999 | Kontiolahti/Oslo    | 10.         | 12.         | 6.          | 15.         | 5.          | nd.         | –           |
| 2000 | Oslo/Lahti          | DNF         | 30.         | 31.         | 14.         | 6.          | nd.         | –           |
| 2001 | Pokljuka            | 3.          | 40.         | 22.         | 8.          | 9.          | nd.         | –           |
| 2002 | Oslo                | nd.         | nd.         | nd.         | 8.          | nd.         | nd.         | –           |
| 2003 | Chanty-Mansyjsk     | 18.         | 33.         | 12.         | 4.          | 12.         | nd.         | –           |
| 2004 | Oberhof             | 30.         | 45.         | 28.         | –           | 13.         | nd.         | –           |
| 2005 | Hochfilzen          | 38.         | 3.          | 14.         | 13.         | 19.         | nd.         | –           |
| 2007 | Anterselva          | –           | DNS         | –           | –           | 12.         | 17.         | –           |
| 2008 | Östersund           | 15.         | 18.         | 13.         | 12.         | 13.         | –           | –           |
| 2009 | Pjongczang          | 48.         | 25.         | 38.         | –           | 17.         | –           | –           |
| 2011 | Chanty-Mansyjsk     | 58.         | 20.         | 36.         | –           | 14.         | 18.         | –           |
| 2017 | Hochfilzen          | –           | 84.         | –           | –           | 22.         | 25.         | –           |

### Puchar Świata

#### Miejsca w klasyfikacji generalnej
| Sezon     | Miejsce |
| --------- | ------- |
| 1991/1992 | -       |
| 1992/1993 | -       |
| 1993/1994 | -       |
| 1994/1995 | -       |
| 1995/1996 | 56.     |
| 1996/1997 | 52.     |
| 1997/1998 | 11.     |
| 1998/1999 | 23.     |
| 1999/2000 | 20.     |
| 2000/2001 | 17.     |
| 2001/2002 | 28.     |
| 2002/2003 | 18.     |
| 2003/2004 | 62.     |
| 2004/2005 | 16.     |
| 2005/2006 | 18.     |
| 2006/2007 | 39.     |
| 2007/2008 | 38.     |
| 2008/2009 | 80.     |
| 2009/2010 | 55.     |
| 2010/2011 | 55.     |
| 2011/2012 | -       |
| 2016/2017 | -       |
| 2017/2018 | -       |

#### Miejsca na podium chronologicznie
| Lp. | Dzień        | Rok  | Miejscowość | Konkurencja                | Lokata | Pudła   | Czas biegu | Strata | Zwycięzca            |
| --- | ------------ | ---- | ----------- | -------------------------- | ------ | ------- | ---------- | ------ | -------------------- |
| 1.  | 7 marca      | 1998 | Pokljuka    | Sprint na 10 km            | 3.     | 0+1     | 23:21,8    | +27,1  | Władimir Draczow     |
| 2.  | 14 marca     | 1998 | Hochfilzen  | Sprint na 10 km            | 2.     | 0+0     | 27:07,2    | +1,9   | Władimir Draczow     |
| 3.  | 7 lutego     | 2001 | Pokljuka    | Bieg indywidualny na 20 km | 3.     | 0+0+0+0 | 55:05,6    | +29,5  | Paavo Puurunen       |
| 4.  | 13 grudnia   | 2001 | Pokljuka    | Bieg indywidualny na 20 km | 2.     | 0+0+0+1 | 1:00:02,0  | +31,4  | Pawieł Rostowcew     |
| 5.  | 5 marca      | 2005 | Hochfilzen  | Sprint na 10 km            | 3.     | 0+0     | 24:37,5    | +24,0  | Ole Einar Bjørndalen |
| 6.  | 26 listopada | 2006 | Östersund   | Sprint na 10 km            | 3.     | 0+0     | 23:07,6    | +16,5  | Stian Eckhoff        |
| 7.  | 23 marca     | 2006 | Oslo        | Sprint na 10 km            | 2.     | 1+0     | 23:51,7    | +41,7  | Ole Einar Bjørndalen |